# Euphorbia machrisiae
Euphorbia machrisiae är en törelväxtart som beskrevs av Julian Alfred Steyermark. Euphorbia machrisiae ingår i släktet törlar, och familjen törelväxter. Inga underarter finns listade i Catalogue of Life.